# Micrasepalum
Micrasepalum é um género botânico pertencente à família Rubiaceae.